# Roger Enrico
Roger Enrico (geboren 11. November 1944 in Chisholm, Minnesota; gestorben 1. Juni 2016 auf den Cayman Islands) war ein US-amerikanischer Manager bei PepsiCo.

## Leben
Roger Enricos Vater war Fabrikarbeiter. Zum Missfallen seiner Eltern wollte Enrico eigentlich Schauspieler werden. Er war Soldat der United States Navy im Vietnamkrieg und begann danach eine Angestelltentätigkeit bei General Mills, wo er in der Vermarktung der Wheaties Frühstücksflocken arbeitete. 1971 wechselte er zu Pepsi und arbeitete als Brand Manager für die Snacks Funyuns und Cheetos und die Chips Fritos. Danach war er als Gebietsleiter für den asiatischen Markt von Pepsi verantwortlich. 1983 wurde er Präsident der Getränkesparte von PepsiCo.
Enrico gelang es, den Popsänger Michael Jackson als Werbeträger zu verpflichten, später auch Lionel Richie, sowie mit weniger Erfolg Madonna. Er führte den Cola-Krieg mit dem Marktführer Coca-Cola um die besten Verkaufsflächen in den Supermarkt-Ketten. Von 1996 bis 2001 war er CEO des Gesamtkonzerns. Er übernahm die Restaurantketten Kentucky Fried Chicken, Pizza Hut und Taco Bell, um weitere Absatzkanäle für die Getränkemarke zu erschließen.
Enrico erlitt 2001 einen Herzanfall und musste danach beruflich kürzertreten. Er wechselte die Branche und war von 2004 bis 2012 noch Vorstandsvorsitzender von DreamWorks.

## Schriften
- mit Jesse Kornbluth: The other guy blinked: How Pepsi won the cola wars. Bantam, New York 1986, ISBN 978-0-553-05177-3.